# Skláře (Hořice na Šumavě)
Skláře (něm. Glashof), dříve také Teutschmannov (něm. Teutschmannsdorf) je malá vesnice, část obce Hořice na Šumavě v okrese Český Krumlov. Nachází se asi 2,5 km na severovýchod od Hořic na Šumavě. Je zde evidováno 15 adres.
Skláře leží v katastrálním území Skláře na Šumavě o rozloze 2,39 km².

## Historie
První písemná zmínka o vesnici pochází z roku 1788. Předtím zde hospodářský dvůr a sklárny. V roce 1490 byla zaznamenána existence místní kaple. Nejpozději od 2. poloviny 16. stol. do roku 1777 zde byl vyšebrodský klášterní pivovar. Po zrušení pivovaru byla areál rozparcelován a vznikla zde ves. Na památku této události byla ves tehdy pojmenována po tehdejším opatovi vyšebrodského kláštera Isidoru Teutschmannovi, a to Teutschmannov (něm. Teutschmannsdorf).